# LOVE 2000
《LOVE 2000》（最愛2000）是安室奈美惠以個人單獨名義在2000年1月1日發行的第16張單曲。

## 簡介
- 與前作《SOMETHING 'BOUT THE KISS》一樣，繼續成為「KOSE」VISEE廣告歌曲。
- 本作開始所有單曲都只以12CM形式發售。
- 初回盤收錄歌曲混音版本《LOVE 2000 (SYSTEM BREAKDOWN REMIX)》。
- 編舞由當時暫停活動的TRF成員CHIHARU擔當。首次披露於1999年的「MUSIC STATION SUPER LIVE」，ETSU與CHIHARU亦一起演出。
- 歌曲前段引用了巴哈的《G小調小賦格曲 BWV 578》。

## 收錄曲

### CD
1. LOVE 2000 (STRAIGHT RUN)
（作詞：小室哲哉, Sheila E., Lynn Mabry, 前田高廣 / 作曲・編曲：小室哲哉, Sheila E., Lynn Mabry）
2. LOVE 2000 (SYSTEM BREAKDOWN REMIX)
只收錄在初回盤。
3. ASKING WHY
（作詞：NICO / 作曲：小室哲哉 / 編曲：小室哲哉＆久保浩二）
4. LOVE 2000 (INSTRUMENTAL)
5. ASKING WHY (INSTRUMENTAL)

### 黑膠唱片
SIDE-A 
1. LOVE 2000 (STARAIGHT RUN)

SIDE-B 
1. LOVE 2000 (SYSTEM BREAKDOWN REMIX)
2. LOVE 2000 (INSTRUMENTAL)

## 關連DVD
- 『filmography』（DVD）
- 『181920 films + filmography』（DVD）
- 『BEST CLIPS』（DVD）